# Danilovski
Danilovski (Муниципальный округ Даниловский) est un district administratif du district administratif sud de Moscou, existant depuis 1991.
Une grande partie du territoire du district est occupée par des entreprises industrielles, dont la plus importante est la ZIL qui est la seule du district a occuper les deux rives d'une section de la Moskova.
Jusqu'à la réforme administrative de 1991, le territoire actuel du district faisait partie des quartiers  Proletarski et Moskvoretski. Par la suite, il fut divisé en trois districts : Danilovski, Paveletski et Simonovski (ce dernier fut formé en 2002). Deux de ces districts seront rattachés au nouveau district de Danilovski, qui obtient ainsi ses limites actuelles.

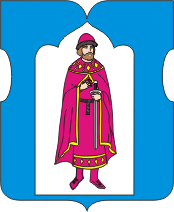
Armes du district
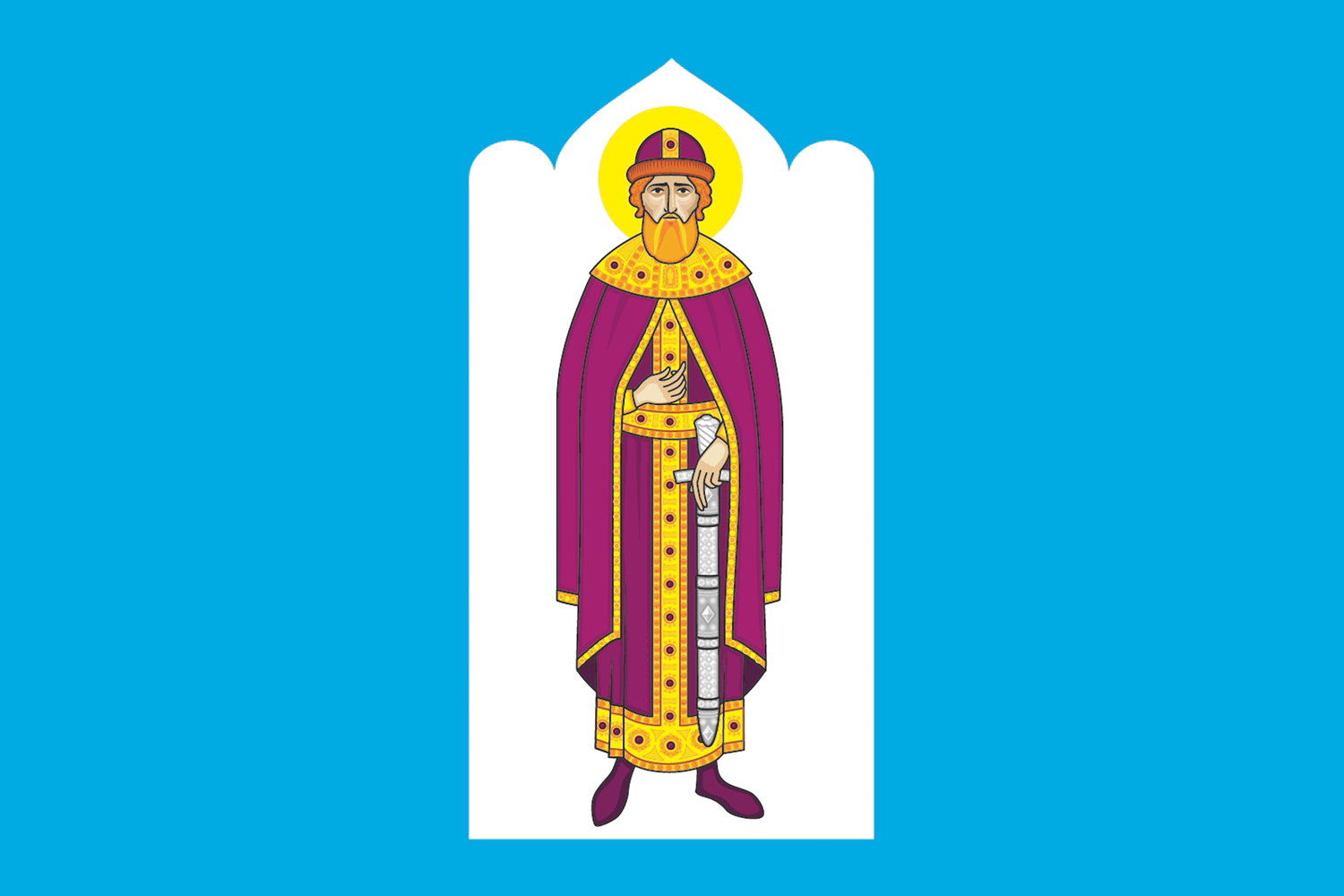
Drapeau du district